# 幸せになりたい!平成嵐山一家
幸せになりたい!平成嵐山一家（しあわ - へいせいあらしやまいっか）は、テレビ東京系列で1992年5月31日～8月2日に放送されたテレビドラマ。
若林健次の漫画作品「平成嵐山一家」（小学館「ビッグコミックスペリオール」連載）のドラマ化。

## キャスト
- 嵐山朗：かとうれいこ
- 政二：清水宏次朗
- 地井武男
- 浅茅陽子
- 岡安由美子
- 高品格
- 愛川周平

## スタッフ
- 原作：若林健次「平成嵐山一家」（小学館「ビッグコミックスペリオール」連載）
- 脚本：相葉芳久
- 演出：辻理、高田大嗣
- 音楽：林有三
- 技術協力：オーエイギャザリング
- プロデュース：只野健治、浦井孝行、伊藤義彦
- 製作：テレビ東京、国際放映

## 主題歌
- 「ハーフムーンは傷ついてる」かとうれいこ

## サブタイトル
1. 大切な記念日
2. 愛を消さないで
3. 女もつらいの！
4. おいしい結婚は？
5. 素直になれたら
6. 明日が見えない
7. はじめての一夜
8. 感激の旅立ち

| テレビ東京系列 日曜21時枠 | テレビ東京系列 日曜21時枠    | テレビ東京系列 日曜21時枠 |
| 前番組                    | 番組名                       | 次番組                    |
| ------------------------- | ---------------------------- | ------------------------- |
| 恋は翼にのって            | 幸せになりたい! 平成嵐山一家 | 昨日の私にサヨナラを      |